# Vínculo traumático
Los vínculos traumáticos son vínculos emocionales con un individuo (y a veces con un grupo) que surgen de un patrón cíclico recurrente de abuso que se mantiene mediante refuerzo intermitente a través de recompensas y castigos, y crea fuertes vínculos emocionales que son resistentes al cambio.  El proceso de formación de vínculos traumáticos se denomina en inglés trauma bonding o traumatic bonding. En un vínculo traumático, la víctima y el perpetrador suelen tener una relación unidireccional en la que la víctima tiene un vínculo emocional con el perpetrador.  Esto también puede conceptualizarse como una dinámica dominante-dominador o abuso-abuso. Hay dos factores principales involucrados en el desarrollo de un vínculo traumático: un desequilibrio de poder y el refuerzo intermitente del buen y mal trato o recompensa y castigo.  Los vínculos traumáticos pueden surgir en las áreas de relaciones románticas, relaciones entre padres e hijos, relaciones incestuosas, sectas, situaciones de rehenes, tráfico sexual (especialmente de menores ) u operaciones militares. 
Los vínculos traumáticos se basan en el terror, el dominio y la imprevisibilidad. A medida que el vínculo traumático entre un perpetrador y una víctima se fortalece y profundiza, genera sentimientos contradictorios de miedo, entumecimiento y pena que se manifiestan en un patrón cíclico. En la mayoría de los casos, las víctimas de vínculos traumáticos no tienen capacidad de actuar, autonomía ni autoimagen individual. Su autoimagen es un derivado y una internalización de la conceptualización que el abusador tiene de ellos.
Los vínculos traumáticos tienen graves efectos perjudiciales para la víctima, no sólo durante la duración de la relación sino también más allá. Algunos efectos a largo plazo del vínculo traumático incluyen permanecer en relaciones abusivas; efectos negativos para la salud mental, como baja autoestima, autoimagen negativa y mayor probabilidad de depresión y trastorno bipolar; y perpetuar un ciclo generacional de abuso.  Las víctimas que se vinvulan traumáticamente a sus victimarios a menudo no pueden abandonar estas relaciones o sólo lo hacen con considerable coerción y dificultad. Incluso entre quienes logran abandonar la relación, muchos regresan a la misma debido al vínculo aprendido.  

## Contexto
En la década de 1980, Donald G. Dutton y Susan L. Painter comenzaron a desarrollar el concepto del vínculo traumático en el contexto de relaciones abusivas y mujeres maltratadas. Luego, este trabajo se examinó más a fondo en el ámbito de las relaciones entre padres e hijos, la explotación sexual y más. Patrick Carnes desarrolló el término para describir "el abuso del miedo, la excitación, los sentimientos sexuales y la fisiología sexual para cautivar a otra persona".Una definición más simple y completa describe el vínculo traumático como "un fuerte vínculo emocional entre una persona maltratada y su abusador que  se forma como resultado del ciclo de violencia". Carnes también estudió ampliamente la teoría del vínculo traumático, examinándola específicamente en el contexto de la traición, que implica la explotación por parte del abusador de la confianza, el sentido de poder o ambos de la víctima.

### Establecimiento
Los vínculos traumáticos se forman en una dinámica abusador-víctima o víctima-abusador- Una víctima puede formar un vínculo traumático con un abusador cuando percibe una amenaza por parte del mismo, una creencia de que el abusador cumplirá la amenaza, una forma percibida de bondad por parte del abusador, un aislamiento de perspectivas que no profundizan el trauma, y una falta percibida de habilidad o capacidad para abandonar la situación.
El primer incidente de abuso a menudo se percibe como una anomalía, un incidente único que ocurre al comienzo de una relación aparentemente sana y positiva. El primer incidente no suele ser muy grave y la expresión de afecto y cuidado del abusador después del mismoe tranquiliza a la víctima y le inculca la creencia de que el abuso no se repetirá. Más tarde, sin embargo, los repetidos casos de abuso y maltrato crean un cambio cognitivo en la mente de la víctima: que está en su poder prevenir el abuso. Pero cuando la inevitabilidad del abuso se hace evidente, el vínculo traumático ya es fuerte.
Hay dos factores principales que promueven la formación y el mantenimiento de un vínculo traumático: un desequilibrio de poder y un refuerzo intermitente.

#### Desequilibrio de poder
Para que persista un vínculo traumático, debe haber un desequilibrio de poder entre el perpetrador y la víctima, de modo que el perpetrador esté en una posición de poder y autoridad mientras que la víctima no. El desequilibrio de poder puede en sí mismo crear patologías en los individuos que pueden reforzar el vínculo traumático. Cuando la víctima experimenta un castigo intermitente por parte del perpetrador/dominador, que está en una posición de alto poder, puede internalizar la autopercepción del perpetrador.  Esto puede llevar a que la víctima sea propensa a culparse a sí misma en situaciones de violencia por parte del perpetrador, lo que puede tener un impacto negativo en el autoconcepto de la víctima.
Una autoevaluación negativa puede maximizar la dependencia emocional del perpetrador, y la naturaleza cíclica de esta dependencia y el autoconcepto negativo pueden conducir eventualmente a la formación de un fuerte apego emocional por parte de la víctima al perpetrador (es decir, a la persona que es en una posición de poder y autoridad), de la persona que no lo tiene). Además, se puede utilizar el abuso físico, emocional y sexual para mantener el desequilibrio de poder. Esta dinámica también se mantiene por la interacción del sentido de poder del perpetrador y el sentido de impotencia y sumisión de la víctima.

#### Refuerzo intermitente
El refuerzo intermitente de recompensas y castigos es fundamental para establecer y mantener un vínculo traumático. En el vínculo traumático, el perpetrador abusa de la víctima de forma intermitente en forma de abuso físico, verbal, emocional y/o psicológico. Este abuso está marcado por comportamientos positivos como expresar afecto y cuidado, mostrar amabilidad, dar regalos a la víctima y prometer no repetir el abuso. Períodos alternos y esporádicos de buenos y malos tratos sirven para fortalecer intermitentemente a la víctima.
La omnipresencia del aprendizaje de algo a través del refuerzo intermitente se puede explicar con la ayuda de la teoría del aprendizaje y la perspectiva conductista. En presencia de un estímulo aversivo, el refuerzo mediante recompensas de forma impredecible es un componente clave para el aprendizaje. Cuando el alumno no puede predecir cuándo recibirá la recompensa, se maximiza el aprendizaje. De manera similar, las expresiones intermitentes de afecto y cuidado son inesperadas y la incapacidad de predecirlas las hace más deseables. El refuerzo intermitente crea patrones de conducta que son difíciles de detener. Así se desarrollan vínculos emocionales increíblemente fuertes.

### Mantenimiento
Se puede mantener un vínculo traumático si el desequilibrio de poder y la naturaleza intermitente del abuso permanecen intactos.
Los vínculos de trauma también se pueden mantener si la víctima depende económicamente del abusador o tiene alguna inversión en la relación, como por ejemplo un niño con el abusador.
La teoría de la disonancia cognitiva también puede explicar el mantenimiento del apego traumático. Esta teoría postula que cuando los individuos experimentan un conflicto entre sus creencias y sus acciones, se sienten motivados a hacer esfuerzos para reducir o eliminar la incongruencia en un intento de minimizar el malestar psicológico resultante. En este sentido, las víctimas pueden distorsionar sus conocimientos sobre el trauma y la violencia en la relación para mantener una visión positiva de la relación. Esto podría incluir la racionalización del comportamiento del perpetrador, justificaciones, minimizar el impacto de la violencia del perpetrador y culparse a sí mismo.
Además, las investigaciones muestran que el recuerdo de los casos en los que se experimentó el abuso está disociado o depende del estado, lo que significa que los recuerdos del abuso solo resurgen por completo cuando la situación es similar en intensidad y experiencia a la situación original similar al horror.
Cuando la víctima finalmente decide abandonar la relación abusiva, el alivio inmediato de la violencia traumatizante comenzará a desaparecer y el vínculo profundo y subyacente que se formó como resultado del refuerzo intermitente comenzará a aflorar. Este período actual de vulnerabilidad y agotamiento emocional probablemente desencadenará recuerdos de una época en la que el abusador fue temporalmente cariñoso y afectuoso. Al desear recuperar este afecto, la víctima puede intentar volver a la relación abusiva.  
Sin embargo, un fuerte apoyo social puede ser un factor protector para mantener el funcionamiento de la víctima y proporcionar un amortiguador en situaciones traumáticas. 

### El papel del vínculo
John Bowlby argumentó que el vínculo seguro es una necesidad humana evolutiva que supera incluso la necesidad de alimentación y reproducción.  El vínculo se ha estudiado ampliamente en relación con la dinámica cuidador-bebé, pero investigaciones recientes han demostrado que los principios que explican el apego entre cuidadores y bebés también pueden explicar el apego a lo largo de la vida, particularmente en el contexto de las relaciones íntimas y los vínculos románticos.
Las relaciones de apego que se forman en los primeros años de vida sientan las bases para las relaciones interpersonales, las interacciones, los rasgos de personalidad y la salud mental en el futuro. Los bebés suelen formar vínculos con sus padres o cuidadores inmediatos. La investigación de Harlow sobre monos muestra que los monos bebés crean vínculos incluso con madres abusivas (en la configuración experimental, la "madre" abusiva era un mono de tela que le daba al mono bebé descargas suaves o lo arrojaba por la arena). Estos hallazgos también se aplican a las relaciones de apego humano. Incluso en situaciones en las que los cuidadores inmediatos son abusivos, los bebés humanos todavía tienden a apegarse a ellos; el rechazo de un cuidador sólo refuerza los esfuerzos por aumentar la cercanía y desarrollar una relación de apego con ellos.
Además, la gente busca mayores vínculos en situaciones peligrosas. Cuando no se dispone de medios comunes de apego, las personas tienden a recurrir a sus seres queridos. Esto les hace desarrollar vínculos fuertes y conexiones emocionales profundas con los abusadores. Este vínculo –tanto con los cuidadores abusivos como con otros abusadores en ausencia de un cuidador principal– puede ser adaptativo en el corto plazo porque sirve a la supervivencia. Sin embargo, a largo plazo, este apego es desadaptativo y puede sentar las bases para el apego traumático, aumentar la susceptibilidad a él e incluso conducir directamente al apego traumático.

### Síndrome de Estocolmo
El concepto de vínculo traumático a menudo se relaciona con el síndrome de Estocolmo. Aunque existen similitudes generales entre los dos, particularmente relacionadas con el desarrollo de un vínculo emocional con la víctima, el vínculo traumático y el síndrome de Estocolmo son distintos. La principal diferencia es la direccionalidad de la relación.  Mientras que el vínculo traumático es unidireccional, y sólo la víctima se apega emocionalmente al perpetrador, el síndrome de Estocolmo es bidireccional. En otras palabras, en el caso del síndrome de Estocolmo, el vínculo emocional es recíproco, de modo que el abusador también parece desarrollar un vínculo emocional con el abusado y tiene sentimientos positivos hacia el mismo, además de que el abusado desarrolla un vínculo emocional con el abusador. 

## Áreas de existencia

### En relaciones abusivas
Although the victim may disclose the abuse, the trauma bond means that the victim may wish to receive comfort from the very person who abused them. (Aunque la víctima puede revelar el abuso, el vínculo traumático significa que la víctima puede desear recibir consuelo de la misma persona que abusó de ella.) 
PACE UK

El vínculo enfermizo o traumático ocurre entre personas en una relación abusiva. El vínculo es más fuerte para las personas que crecieron en hogares abusivos porque lo ven como una parte normal de las relaciones.
Inicialmente, el abusador es inconsistente en su enfoque y lo desarrolla hasta una intensidad que la víctima tal vez no haya experimentado en otras relaciones. Se afirma que cuanto más dura una relación, más difícil es para las personas dejar al abusador con el que se han vinculado.
El miedo, los niños y las limitaciones financieras pueden ser factores que impiden a las víctimas abandonar relaciones abusivas.

#### Mujeres maltratadas
Las investigaciones iniciales sobre mujeres maltratadas sostuvieron que el regreso de la víctima a una relación abusiva era un indicador de una personalidad defectuosa y, en particular, de masoquismo.  Sin embargo, esta visión ha sido perpetuada por la “hipótesis del mundo justo”, que apoya la idea de que las personas obtienen lo que merecen. En otras palabras, la tendencia a culpar a la víctima surge de la creencia de que el mundo es un lugar justo donde se considera que la víctima es la que merece todas las consecuencias negativas. Sin embargo, la investigación sobre mujeres maltratadas y la investigación sobre apegos traumáticos ha demostrado que este no es el caso. Muchos factores influyen en la decisión de las mujeres maltratadas de permanecer o regresar a una relación abusiva, desde la historia familiar y las expectativas de rol hasta el acceso a los recursos y la dinámica de la relación misma. Una parte crucial de la dinámica de la relación es la presencia de un vínculo traumático. El abuso interrumpido por períodos de bondad fomenta la formación de un vínculo traumático que hace que la víctima albergue sentimientos positivos hacia el abusador. 
En las mujeres maltratadas, un proceso de tres etapas puede explicar el ciclo intermitente de recompensa-castigo. En la fase uno, hay un aumento gradual de la tensión, seguido de un “incidente explosivo de abuso” en la fase dos, al que luego sigue una expresión pacífica de amor y afecto por parte del abusador en la fase tres. La naturaleza recurrente y cíclica de estas fases crea un vínculo traumático que une a la víctima con el abusador como un "pegamento milagroso". 

### Tráfico sexual
Los vínculos traumáticos son extremadamente comunes en situaciones de tráfico sexual, engaño pederasta, explotación sexual comercial de niños (en inglés: Commercial Sexual Exploitation of Children = CSEC) y relaciones entre proxenetas y prostitutas.

#### Engaño pederasta
El engaño pederasta (en inglés: grooming) implica construir y mantener vínculos traumáticos entre el niño y el abusador. Además de los factores de desequilibrio de poder y refuerzo intermitente que contribuyen al vínculo traumático, el engaño pederasta también requiere ganarse la confianza de quienes lo rodean. El engaño también implica la dinámica de ganarse la confianza del niño y al mismo tiempo violar sus límites. Los obsequios y las salidas se utilizan como sobornos para obtener acceso al niño y garantizar que cumplirá. Los vínculos intensos junto con distorsiones cognitivas profundizan el vínculo.
Un estudio de caso de 2019 explora la vida de una persona víctima del engaño pederasta. La percepción que la víctima tenía del perpetrador como un benefactor, un padre sustituto y un controlador mental contribuyó al desarrollo de un vínculo traumático entre ella y el perpetrador.  En términos del papel de benefactor, el perpetrador en este estudio de caso hizo todo lo posible para darle a la víctima lo que necesitaba: desde conseguir un trabajo hasta donar un terreno para la primera casa, siempre estuvo presente como benefactor. El perpetrador también actuó como padre sustituto, dando consejos y ofreciendo apoyo emocional en tiempos de crisis. Los roles del perpetrador como benefactor y padre sustituto proporcionaron el buen trato necesario para establecer un vínculo traumático. Por el contrario, el papel del perpetrador como controlador mental implicaba controlar y dominar tendencias que imitaban el lavado de cerebro.  Esta combinación de percepciones estableció un vínculo traumático que la víctima tuvo una increíble dificultad en abandonar porque rechazar el vínculo emocional en su conjunto también significaba rechazar las gratificaciones y beneficios: los viajes, los regalos, las golosinas, el confidente y el cuidador. 
El engaño pederasta también puede entenderse desde una perspectiva de desarrollo y la relación entre la víctima y el perpetrador se desarrolla a lo largo de la vida. El engaño comienza cuando el niño es muy pequeño: se gana la confianza del mismo y de la familia. El niño recibe una inmensa atención y recibe una lluvia de regalos.  A medida que el individuo madura y entra en la adolescencia, el perpetrador se convierte en un confidente y benefactor. En el estudio de caso mencionado anteriormente, el perpetrador le dio a la víctima consejos profesionales e incluso la recogió y la dejó en la escuela. Luego, al inicio de la edad adulta, el abusador proporcionaba a la víctima un terreno para construir su casa y se convertía en la persona a quien la víctima llevaba a su pareja a casa. En general, a medida que evolucionaron las necesidades de desarrollo de la víctima, también lo hizo la respuesta del perpetrador, de modo que la única constante fue la necesidad de afecto de la víctima. En otras palabras, el perpetrador fue "capaz de capitalizar las necesidades relacionales [de la víctima]" hasta que la víctima pudo satisfacer esas necesidades de otras maneras. 

#### Explotación sexual comercial de niños
La explotación sexual comercial de niños (commercial sexual exploitation of children = CSEC) puede causar traumas físicos y psicológicos debilitantes. Además de las deficiencias funcionales, puede aumentar la conducta de riesgo y aumentar la desregulación de los impulsos, lo que puede afectar aún más la capacidad del niño para conceptualizar, comprender, establecer y mantener límites. Esto puede generar confusión sobre lo que significan seguridad, afecto, intimidad y bondad, lo que lleva a la formación de un vínculo traumático con el abusador basado en una percepción distorsionada de seguridad y bondad.  El vínculo traumático se profundiza y fortalece a medida que aumentan el aislamiento y las amenazas a la supervivencia, lo que obliga a la víctima a depender casi por completo del abusador para su supervivencia y protección. Esta creciente dependencia emocional del perpetrador normaliza la violencia emocional que la víctima ha experimentado a manos del perpetrador, y gradualmente la víctima desarrolla un sentido, aunque distorsionado, de confianza y seguridad hacia el perpetrador. 

##### Servidumbre obligatoria por trauma
El vínculo traumático prospera en presencia de un desequilibrio de poder y una conducta intermitente de recompensa/castigo. El apego traumático-compulsivo, por otro lado, tiene dos elementos adicionales: el aislamiento social y la incapacidad percibida para escapar de la situación. Debido a que estos dos elementos son cruciales para las experiencias de las víctimas de CSEC, los vínculos con sus abusadores se describen mejor como vínculos traumáticos-coercitivos en lugar de simplemente vínculos traumáticos. El elemento de coerción, concretado por el aislamiento social y la imposibilidad percibida de escapar de la situación, hace que el vínculo traumático sea más complejo y mucho más arraigado.  El uso del apego traumático-coercitivo resume la dinámica psicosocial de una relación entre una víctima y un perpetrador de CSEC.

### Relaciones entre padres e hijos
Los vínculos traumáticos en la dinámica entre padres e hijos o entre cuidadores y niños pueden surgir de abuso y negligencia o de relaciones incestuosas.

#### Abuso y/o negligencia
Los hijos de cuidadores (en inglés: caregivers) desdeñosos o crueles/estrictos pueden desarrollar apegos inseguros que suelen ser muy disfuncionales. Inconsistencias en recompensa y castigo (es decir, refuerzo intermitente del buen y mal trato) pueden enfatizar el afecto que el niño recibe de los padres y forzar una división entre el abuso y la bondad, de modo que el niño intente formarse una imagen general positiva del cuidador y de sí mismo, por lo tanto, se centrará sólo en el cariño y amabilidad que recibe.  En general, se desarrolla un vínculo traumático de modo que la autoimagen del niño se deriva de su dependencia emocional de la figura de autoridad, que en este caso es el padre y/o el cuidador.

#### Incesto
Las relaciones incestuosas entre padres e hijos generan vínculos traumáticos similares a los que experimentan las víctimas de trata sexual. Todos los participantes en un estudio realizado por Jane Kay Hedberg en 1994 sobre el trauma en adultos sobrevivientes de incesto demostraron alguna forma de apego traumático a sus abusadores.  Hubo una correlación positiva entre la penetración del vínculo traumático y el nivel de contacto que la víctima o los familiares cercanos de la víctima tenían con el abusador: aquellos que informaron estar menos traumatizados también informaron un contacto sostenido con su abusador, mientras que aquellos que refirieron estar más traumatizados demostraron evitar activamente mantener una relación con su abusador. En la dinámica incestuosa entre padres e hijos, el estudio encontró que mantener una relación poco saludable con el abusador contribuye al trauma y mantiene el vínculo traumático. Sin embargo, Hedberg advierte contra la generalización de los hallazgos del estudio, ya que la muestra era pequeña (n=11) y no era representativa de la población general de sobrevivientes de incesto.
Esto es consistente con la idea de que los vínculos traumáticos son tóxicos y difíciles de abandonar debido al desequilibrio de poder inherente, que es aún más pronunciado en las relaciones entre padres e hijos que en otras. Las relaciones incestuosas también tienen una capa adicional de trauma por traición que surge al aprovecharse de la confianza de la víctima, lo que lleva a un sentimiento de traición.  

### Ámbito militar
Los vínculos traumáticos pueden desarrollarse también en el entorno militar. La literatura muestra esto específicamente en el contexto de los Tours of Duty, que despliegan personal militar en entornos hostiles o zonas de combate. Un estudio de 2019 que analizó este fenómeno específico buscó comprender el vínculo traumático que se desarrolló entre los soldados japoneses y las "mujeres de consuelo" coreanas durante la Segunda Guerra Mundial.  El trauma en este caso fue doble: no sólo el vínculo traumático se desarrolló en una dinámica abusado-abusador, sino que el trauma en sí fue una consecuencia de la guerra y fue perpetuado por ella. Si bien las relaciones brindaron a los soldados japoneses un alivio emocional y un escape de la violencia de la guerra y la tiranía de los oficiales superiores, brindaron a las "mujeres de solaz" coreanas la protección y la amabilidad de los soldados que anhelaban. 
Los soldados se comportaron de forma agresiva y violenta con las “mujeres de solaz” y, a menudo, las explotaron sexualmente. Utilizaron tácticas de intimidación para afirmar su dominio y ejercer coerción. Sin embargo, estos abusos estuvieron marcados por la amabilidad y empatía de los soldados, cuyos estados de ánimo –y su comportamiento e interacciones posteriores– dependían en gran medida del momento y el contexto de la guerra en curso.  Sin embargo, la bondad temporal permitió la formación y el mantenimiento de un vínculo traumático. Las recompensas intermitentes también fueron a veces más tangibles, en forma de comida, salidas y protección física. Sin embargo, la protección y el apoyo emocional fueron cruciales para mantener el vínculo traumático y mucho más importantes que la comida y las salidas. Las “mujeres de consuelo” coreanas eventualmente se volvieron emocionalmente dependientes de los soldados japoneses y comenzaron a combinar esta dependencia con su propio sentido de poder, creando un vínculo traumático que continuó para algunas incluso después de que terminó la guerra. 

## Efectos
El vínculo traumático tiene varios efectos a corto y largo plazo en las personas maltratadas. Puede obligar a las personas a permanecer en relaciones abusivas, afectar negativamente la autoimagen y la autoestima, perpetuar ciclos transgeneracionales de abuso y provocar efectos negativos en la salud mental como: B. una mayor probabilidad de desarrollar depresión y/o trastorno bipolar.   

### Permanencia en relaciones abusivas
Debido a la manipulación psicológica debilitante que conlleva el desarrollo de un vínculo traumático, las personas maltratadas tienden a permanecer en relaciones abusivas, principalmente porque las consecuencias percibidas de abandonar la relación parecen mucho más negativas que las de permanecer en la relación abusiva.
En tales relaciones, el abuso a menudo se intercala con fragmentos de consuelo y paz que incluyen la expresión de amor, bondad, afecto y/o amistad general del abusador hacia el abusado. Este refuerzo intermitente de una recompensa (aquí el amor y la bondad del abusador) en medio de todo el abuso se convierte en aquello a lo que la víctima comienza a aferrarse. Por lo tanto, las víctimas tienden a volverse emocionalmente dependientes del abusador y construyen la creencia de que su supervivencia depende de recibir el amor del abusador.  Como resultado, las víctimas comienzan a hacer que su sentido de identidad y autoimagen dependan de recibir el afecto del abusador. Además, brindar amor y afecto intermitentes hace que la víctima se aferre a la esperanza de que las cosas puedan cambiar.  Además, la culpa, el miedo al estigma social y la vergüenza, el miedo a la soledad en ausencia de una pareja y la falta o el escaso apoyo social de otros familiares y amigos también contribuyen a que las personas permanezcan en relaciones abusivas. 

### Perpetuación de ciclos transgeneracionales de abuso
Las personas que han experimentado traumas y apegos traumáticos pueden, consciente o inconscientemente, repetir el ciclo de abuso. En otras palabras, las víctimas que forman vínculos traumáticos con los abusadores pueden convertirse ellas mismas en abusadores. El abuso que cometen las víctimas puede implicar o no un vínculo traumático.
Por ejemplo, en un estudio de 2018 sobre asesinos convictos de niños, los investigadores encontraron que los cuidadores que cometieron asesinatos de niños (asesinar a su hijo o aquel a su cuidado) habían experimentado experiencias traumáticas y tenían vínculos traumáticos con los perpetradores en sus primeros años de vida.  Es probable que las personas con cuidadores crueles y/o desdeñosos desarrollen apegos inseguros que conducen a una variedad de problemas, incluida la desregulación de las emociones y una actitud de confusión hacia el cuidador que se convierte en una fuente tanto de consuelo como de miedo. Estos apegos desfavorables también pueden manifestarse en la relación de la persona con sus propios hijos. Se pueden desencadenar problemas de apego y recuerdos dolorosos de vínculos traumáticos con los cuidadores, y los individuos pueden exhibir una agresión creciente y desproporcionada hacia su hijo, que culmina en el asesinato en algunos casos.  En este estudio, los participantes habían experimentado abuso físico, abuso sexual, falta de protección contra amenazas externas, abandono, rechazo emocional por parte de sus cuidadores. No obstante, los participantes expresaron amor incondicional hacia su cuidador, citando su deseo de mantener una imagen general positiva de ellos.  En sus continuos esfuerzos por formar un vínculo emocional, se fomentó un vínculo traumático. Estas experiencias tuvieron un impacto negativo grave en su relación y apego con sus propios hijos y contribuyeron a un “comportamiento interpersonal sin amor y sin empatía” que reforzó las tendencias agresivas y violentas desencadenadas por la vulnerabilidad. 

### Resultados neurofisiológicos
La experiencia de estar en un vínculo traumático puede tener consecuencias neurobiológicas y neurofisiológicas negativas. El cuerpo de la víctima del vínculo traumático se encuentra en un constante estado de reacción de lucha o huida, lo que puede aumentar los niveles de cortisol,  cosa que puede tener un efecto en cascada y desencadenar otras hormonas. El estrés crónico y prolongado también puede afectar la respuesta celular del cuerpo, lo que afecta negativamente la inmunidad, la salud de los órganos, el estado de ánimo y los niveles de energía.  A largo plazo, esto también puede provocar cambios epigenéticos. Además, un estudio de 2015 encontró que formar un vínculo traumático en la infancia también se asocia con disfunción del cuerpo amigdalino, déficits neuroconductuales y una mayor vulnerabilidad a trastornos psiquiátricos en el futuro.

### Consecuencias adversas para la salud mental
El vínculo traumático se asocia con varias consecuencias negativas para la salud mental y el bienestar. Como resultado del abuso en sí y de su dependencia emocional de sus agresores, las víctimas tienden a desarrollar una autoimagen increíblemente negativa. El abuso “controlador, restrictivo, humillante, aislante o dominante” tiene un efecto debilitante en la autoimagen y la autoestima de quienes sufren abuso, y este abuso psicológico es mucho más peligroso que el abuso físico.  En un estudio de 2010 sobre mujeres maltratadas que se describían a sí mismas como "estúpidas", los investigadores encontraron que las víctimas que sentían que estaban siendo abusadas y las víctimas que permanecían en relaciones abusivas se describían a sí mismas como "estúpidas" por hacer esto.  Esto contribuye aún más a una autoimagen negativa y al mantenimiento de una baja autoestima, los cuales promueven un pobre concepto de sí mismo, lo que a su vez impacta negativamente en el bienestar psicológico. Lo mismo se observó en el estudio de caso sobre el acicalamiento mencionado anteriormente.
El vínculo traumático también puede provocar síntomas disociativos, que pueden ser un mecanismo de autoconservación y/o de afrontamiento. Los cambios neurobiológicos también pueden afectar el desarrollo del cerebro y dificultar el aprendizaje. La internalización de la manipulación psicológica y el trauma puede provocar ansiedad y aumentar la probabilidad de adoptar conductas de riesgo.  Además, el aislamiento que acompaña al vínculo traumático puede promover un sentido de confianza generalmente distorsionado, haciendo a las víctimas vulnerables a situaciones que pueden volver a traumatizarlas o revictimizarlas. Las víctimas también pueden tender a ignorar por completo o minimizar los comportamientos peligrosos y dañinos y la violencia en su entorno. 
Los vínculos traumáticos en las relaciones entre padres e hijos (donde el niño es la víctima y el padre es el perpetrador) también pueden provocar síntomas depresivos en el futuro.  Un estudio de 2017 que examinó esto encontró que un estilo de crianza de "control sin amor", caracterizado por una alta protección y poca atención por parte de los padres, era un predictor significativo de síntomas depresivos en la víctima. En otras palabras, la presencia de un apego parental deficiente junto con un apego traumático en la infancia aumentó la probabilidad de que el niño desarrollara síntomas depresivos en el futuro. Se forma una autoimagen negativa cuando los sentimientos de insuficiencia y desesperanza persisten y son reforzados por los cuidadores. Los esfuerzos constantes por lograr apegos emocionales seguros no son recompensados, y el apego traumático promueve un esquema central negativo que influye en las percepciones e interacciones a lo largo de la vida.  Esto puede provocar problemas de salud mental como depresión, trastorno bipolar, manía, tendencias suicidas y abuso de sustancias, que pueden ser profundos y durar toda la vida.